# زامبیز
زامبیز (انگلیسی: The Zombies) گروه موسیقی راک انگلستانی بود که سال ۱۹۶۱ در سنت آلبنز به رهبری راد آرجنت (کیبوردنواز و خواننده) و کالین بلانستون (خواننده) شکل گرفت و با تک‌آهنگ‌هایی همچون «او اینجا نیست» ("She's Not There")، «بهش بگو نه» ("Tell Her No") و «هنگام فصل» ("Time of the Season") در انگلستان و ایالات متحده محبوبیت یافت.
مجلهٔ رولینگ استون آلبوم اودیسه و اوراکل گروه را در رتبهٔ ۱۰۰ از فهرست «۵۰۰ آلبوم برتر تمام اعصار» جای داده است.

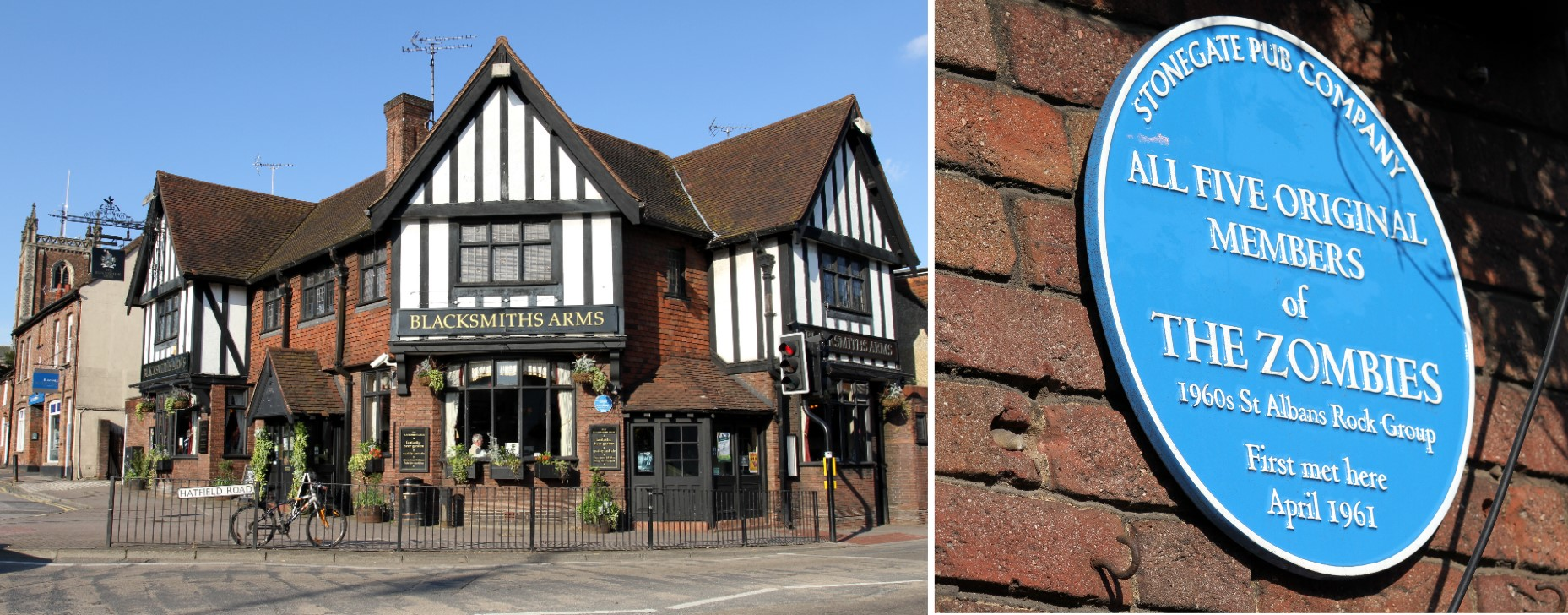
اولین جایی که اعضای د زامبیز باهم ملاقات داشتند